# Michael Scheffler (Politiker, 1973)
Michael Scheffler (* 1973 in Halle (Saale)) ist ein deutscher Politiker (CDU) und Abgeordneter im Landtag von Sachsen-Anhalt.

## Leben
Michael Scheffler wuchs in Wettelrode bei Sangerhausen auf und besuchte die Polytechnische Oberschule in Großleinungen. Er studierte Betriebswirtschaftslehre an der Hochschule Harz in Wernigerode. Scheffler ist seit 1999 in der Energiebranche beschäftigt.

## Politik
Scheffler ist sei 2009 Mitglied der CDU. Seit 2014 hat er ein Mandat im Gemeinderat von Salzatal und im Ortschaftsrat von Höhnstedt, wo er 2015 zum Ortsbürgermeister gewählt wurde. Bei der Landtagswahl in Sachsen-Anhalt 2021 erhielt er ein Direktmandat im Wahlkreis Saalekreis. Er ist Vorsitzender des Ausschusses für Landwirtschaft, Ernährung und Forsten sowie Mitglied im Ausschuss für Wissenschaft, Energie, Klimaschutz und Umwelt. Für die CDU-Fraktion ist er der energiepolitische Sprecher.